# ماكسويل (كاتب)
ماكسويل (بالإنجليزية: Maxwell)‏ هو عازف بيانو ومغن مؤلف ومنتج أسطوانات وملحن ومغني وكاتب أمريكي، ولد في 23 مايو 1973 في بروكلين في الولايات المتحدة.

## وصلات خارجية
- الموقع الرسمي
- ماكسويل على موقع IMDb (الإنجليزية)
- ماكسويل على موقع ميوزك برينز (الإنجليزية)
- ماكسويل على موقع أول ميوزيك (الإنجليزية)
- ماكسويل على موقع ديسكوغز (الإنجليزية)